# Wereldkampioenschap schaatsen allround vrouwen 1980
Het eenenveertigste Wereldkampioenschap schaatsen allround voor vrouwen werd op 12 en 13 januari 1980 verreden in het Hamar stadion in Hamar, Noorwegen.
Eenendertig schaatssters uit dertien landen, Noorwegen (2), de DDR (3), Finland (1), Groot-Brittannië (1), Nederland (4), Polen (2), de Sovjet-Unie (4), West-Duitsland (1), Zweden (3), Japan (2), Canada (3), de Verenigde Staten (4) en voor de eerste keer Nieuw-Zeeland (1), namen eraan deel. Vijf rijdsters debuteerden deze editie.
De nummers één en twee van '79 wisselden dit jaar van positie, Natalja Petroeseva werd de 14e Sovjet-Russin die de WK Allroundtitel wist te veroveren, Beth Heiden werd tweede. De Noorse Bjørg Eva Jensen werd derde, tien jaar nadat Sigrid Sundby ook derde werd op het WK van 1970, die op haar beurt de eerste Noorse was 18 jaar nadat Randi Thorvaldsen op het WK van 1952 derde was geworden.
De Nederlandse afvaardiging bestond dit jaar uit Annie Borckink, Sijtje van der Lende, Ria Visser en Sophie Westenbroek.
De Noorse Lisbeth Korsmo-Berg reed dit jaar haar twaalfde WK Allround. Zij evenaarde daarmee het recordaantal deelnames die Christina Scherling in '68 en Sigrid Sundby in '75 had neergezet. De Zweedse Sylvia Filipsson en de Canadese Sylvia Burka reden beide hun tiende WK Allround.
Ook dit kampioenschap werd over de kleine vierkamp,respectievelijk de 500m, 1500m,1000m, en 3000m, verreden.

## Afstand medailles
| Afstand | Goud ·             | Zilver ·         | Brons ·                      |
| ------- | ------------------ | ---------------- | ---------------------------- |
| 500m    | Natalja Petroeseva | Makiko Nagaya    | Sylvia Burka Natalja Koerova |
| 1500m   | Natalja Petroeseva | Sylvia Filipsson | Bjørg Eva Jensen             |
| 1000m   | Natalja Petroeseva | Bjørg Eva Jensen | Beth Heiden                  |
| 3000m   | Bjørg Eva Jensen   | Beth Heiden      | Sarah Docter                 |

## Klassement
| Rang   | Schaatsster                     | Land                           | Punten  | 500m      | 1500m        | 1000m        | 3000m        |
| ------ | ------------------------------- | ------------------------------ | ------- | --------- | ------------ | ------------ | ------------ |
| Goud   | Natalja Petroeseva              | Sovjet-Unie                    | 179,046 | 43,6 (1)  | 2.15,98 (1)  | 1.25,54 (1)  | 4.44,10 (6)  |
| Zilver | Beth Heiden                     | Verenigde Staten               | 180,163 | 44,3 (5)  | 2.17,23 (4)  | 1.27,46 (3)  | 4.38,34 (2)  |
| Brons  | Bjørg Eva Jensen                | Noorwegen                      | 180,992 | 45,3 (17) | 2.17,12 (3)  | 1.27,35 (2)  | 4.37,45 (1)  |
| 4      | Sylvia Filipsson                | Zweden                         | 181,136 | 44,5 (7)  | 2.17,10 (2)  | 1.27,51 (5)  | 4.43,09 (5)  |
| 5      | Sabine Becker                   | Duitse Democratische Republiek | 182,028 | 44,9 (11) | 2.17,56 (5)  | 1.28,42 (10) | 4.42,39 (4)  |
| 6      | Sylvia Burka                    | Canada                         | 182,065 | 44,3 (3)  | 2.19,02 (8)  | 1.27,50 (4)  | 4.46,65 (7)  |
| 7      | Sarah Docter                    | Verenigde Staten               | 182,380 | 45,3 (17) | 2.18,45 (6)  | 1.28,22 (7)  | 4.40,92 (3)  |
| 8      | Valentina Lalenkova-Golovenkina | Sovjet-Unie                    | 183,865 | 44,7 (8)  | 2.20,34 (11) | 1.27,80 (6)  | 4.50,91 (10) |
| 9      | Erwina Rys-Ferens               | Polen                          | 184,487 | 44,7 (8)  | 2.20,39 (12) | 1.28,23 (9)  | 4.53,26 (12) |
| 10     | Natalja Koerova                 | Sovjet-Unie                    | 184,621 | 44,2 (3)  | 2.19,57 (10) | 1.28,45 (11) | 4.58,04 (16) |
| 11     | Sylvia Albrecht                 | Duitse Democratische Republiek | 184,689 | 44,8 (10) | 2.20,66 (13) | 1.28,22 (7)  | 4.53,36 (13) |
| 12     | Annie Borckink                  | Nederland                      | 184,956 | 45,5 (21) | 2.19,23 (9)  | 1.29,07 (14) | 4.51,07 (11) |
| 13     | Lisbeth Korsmo-Berg             | Noorwegen                      | 185,903 | 45,0 (12) | 2.21,42 (15) | 1.31,12 (26) | 4.49,22 (9)  |
| 14     | Ria Visser                      | Nederland                      | 185,971 | 46,4 (28) | 2.18,74 (7)  | 1.30,98 (24) | 4.47,01 (8)  |
| 15     | Sigrid Smuda                    | West-Duitsland                 | 186,267 | 45,0 (12) | 2.21,53 (16) | 1.30,30 (20) | 4.53,65 (14) |
| 16     | Yuko Ota-Yaegashi               | Japan                          | 186,842 | 45,7 (22) | 2.20,72 (14) | 1.29,76 (18) | 4.56,14 (15) |
| NC17   | Karin Enke                      | Duitse Democratische Republiek | 136,360 | 44,3 (5)  | 2.22,62 (21) | 1.29,04 (12) | -            |
| NC18   | Makiko Nagaya                   | Japan                          | 136,795 | 44,1 (2)  | 2.23,97 (25) | 1.29,41 (15) | -            |
| NC19   | Kim Kostron                     | Verenigde Staten               | 136,993 | 45,2 (15) | 2.21,79 (17) | 1.29,06 (13) | -            |
| NC20   | Annette Karlsson                | Zweden                         | 137,430 | 45,3 (17) | 2.21,93 (18) | 1.29,64 (16) | -            |
| NC21   | Sijtje van der Lende            | Nederland                      | 138,330 | 46,0 (25) | 2.22,11 (19) | 1.29,92 (19) | -            |
| NC22   | Kathy Vogt                      | Canada                         | 138,795 | 45,2 (15) | 2.26,19 (28) | 1.29,73 (17) | -            |
| NC23   | Nancy Swider                    | Verenigde Staten               | 138,826 | 46,0 (25) | 2.22,37 (20) | 1.30,74 (22) | -            |
| NC24   | Sophie Westenbroek              | Nederland                      | 139,058 | 45,4 (20) | 2.24,82 (27) | 1.30,77 (23) | -            |
| NC25   | Marja Repola                    | Finland                        | 139,165 | 45,9 (23) | 2.22,65 (22) | 1.31,43 (28) | -            |
| NC26   | Brenda Webster                  | Canada                         | 139,248 | 45,9 (23) | 2.23,11 (23) | 1.31,29 (27) | -            |
| NC27   | Ewa Bialkowska                  | Polen                          | 139,293 | 45,1 (14) | 2.29,56 (29) | 1.30,68 (21) | -            |
| NC28   | Linda Palle                     | Zweden                         | 139,773 | 46,0 (25) | 2.24,73 (26) | 1.31,06 (25) | -            |
| NC29   | Galina Stepanskaja              | Sovjet-Unie                    | 141,775 | 46,4 (28) | 2.23,52 (24) | 1.35,07 (29) | -            |
| NC30   | Kim Ferran                      | Verenigd Koninkrijk            | 144,950 | 47,4 (30) | 2.28,56 (30) | 1.36,06 (30) | -            |
| NC31   | Ans Kremer                      | Nieuw-Zeeland                  | 158,031 | 52,0 (31) | 2.40,76 (31) | 1.44,89 (31) | -            |

* = met val
NC = niet gekwalificeerd
NF = niet gefinisht
NS = niet gestart
DQ = gediskwalificeerd
Vet gezet = kampioenschapsrecord